# Lijst van Stolpersteine in Valkenswaard
De lijst van Stolpersteine in Valkenswaard geeft een overzicht van de gedenkstenen die in de gemeente Valkenswaard in de Nederlandse provincie Noord-Brabant zijn geplaatst in het kader van het Stolpersteine-project van de Duitse beeldhouwer-kunstenaar Gunter Demnig.
Stolpersteine zijn opgedragen aan slachtoffers van het nationaalsocialisme, al diegenen die zijn vervolgd, gedeporteerd, vermoord, gedwongen te emigreren of tot zelfmoord gedreven door het nazi-regime. Demnig legt voor elk slachtoffer een aparte steen, meestal voor de laatste zelfgekozen woning.
Omdat het Stolpersteine-project doorloopt, kan deze lijst onvolledig zijn.

## Stolpersteine
In de plaats Valkenswaard liggen twee Stolpersteine op twee adressen.

### Valkenswaard
| Afbeelding | Inscriptie | Adres                    | Herdachte persoon                                                               |
| ---------- | --- | ------------------------ | ------------------------------------------------------------------------------- |
|            | HIER WERKTE IGNACZ KLEIN GEB. 1897 GEDEPORTEERD 1942 UIT WESTERBORK VERMOORD 31-1-1943 AUSCHWITZ                            | Bosstraat 85 Kaart (OSM) | Ignacz Klein (1897–1943) Zie ook de Stolperstein voor Ignacz Klein in Eindhoven |
|            | HIER WOONDE HENRIËTTE 'JETTA' DE VRIES-KLEIN GEB. 1879 GEDEPORTEERD 12-10-1942 UIT WESTERBORK VERMOORD 15-10-1942 AUSCHWITZ | Luikerweg 12 Kaart (OSM) | Henriëtte de Vries-Klein (1879–1942)                                            |

## Data van plaatsingen
- 22 november 2023: twee Stolpersteine aan Bosstraat 85, Luikerweg 12